# Kurokawa (Yamagata)
Kurokawa (jap. 黒川村, -mura) war ein Dorf im Landkreis Higashitagawa in der japanischen Präfektur Yamagata.

## Geografie
Kurokawa, heute ein Stadtteil von Tsuruoka, liegt an dem dem Japanischen Meer zugewandten Teil der Region Tōhoku. Der bedeutendste Wirtschaftszweig dieser Region ist seit vielen hundert Jahren die Landwirtschaft, insbesondere der Reisanbau.

## Geschichte
Kurokawa wurde am 1. April 1889 zum Mura ernannt. Am 1. Dezember schlossen sich die Mura Kurokawa und Yamazoe (山添村, -mura) zum neuen Mura Kushibiki (櫛引村) zusammen. Dieses wurde wiederum, nachdem am 1. Dezember 1966 zur Machi ernannt, am 1. Oktober 2005 in Tsuruoka eingemeindet, wobei Kurokawa als gleichnamiger Stadtteil existiert.

## Kurokawa-Nō
Die Einwohner von Kurokawa pflegen seit 400 Jahren die Tradition des Nō-Theaters. Die Kunst wird von Generation zu Generation weitergegeben. Die Aufführungen finden alljährlich zum Ogi-Fest am Ende des Winters statt. Darsteller und Musiker setzen sich aus der einheimischen Bevölkerung zusammen – das einzige Nō-Spiel Japans, das von Laiendarstellern aufgeführt wird. Hierbei handelt es sich nicht um eine bloße Theateraufführung, sondern um eine rituelle Handlung zu Ehren der lokalen Gottheiten des Shintō. Deshalb findet die Veranstaltung im Kasuga-Schrein statt. 1976 wurde Kurokawa-Nō zum bedeutenden nationalen Kulturerbe erklärt.